# Hermann Basedow
Max Hermann Anton Basedow (* 4. Mai 1874 in Hamburg; † 6. Dezember 1940 ebenda) war ein deutscher Jurist und Politiker der Deutschen Demokratischen Partei (DDP).

## Leben
Er war der Sohn von Carl Basedow und besuchte die Seminarschule für Knaben und die Gelehrtenschule des Johanneums. Es folgte ein Studium in Tübingen und Berlin. Danach diente er beim Infanterie-Regiment Nr. 125 in Tübingen. Im Jahr 1898 wurde er an der Universität Erlangen zum Dr. iur. promoviert.
Ab dem 1. März 1901 war er in Hamburg als Rechtsanwalt tätig. Am Ersten Weltkrieg nahm er als Hauptmann in Belgien teil.
Seine heute verwaiste Grabstätte auf dem Friedhof Ohlsdorf liegt im Planquadrat F 21 in der Nähe des Fußgängereingangs Edwin-Scharff-Ring.  

## Juristisches Werk
Angeregt durch den Strafrechtler Franz von Liszt, behandelte Basedows strafrechtliche Dissertation die Frage, ob das Bewusstsein der Rechtswidrigkeit Begriffsmerkmal der Schuld sei. Aufgrund einer radikal naturalistischen Auffassung gelangt er zu einer psychologischen Neubestimmung des Schuldbegriffs. Obwohl diese Schrift in der neueren strafrechtshistorischen Literatur als anregend und lesenswert beschrieben wird, wurde sie weder durch Liszt, noch durch die übrige Strafrechtswissenschaft der Zeit rezipiert.

## Politik
Basedow war für die Deutsche Demokratische Partei (DDP) Mitglied in der ersten frei gewählten Hamburgischen Bürgerschaft von 1919 bis 1921. Vorher saß er schon 1907 und von 1910 bis 1913 im Parlament der Stadt Hamburg. Zudem war er Mitglied der Baudeputation.

## Schriften
- Die strafrechtliche Verschuldung, ein Willensvorgang mit dem Bewußtsein einer Normwidrigkeit des Handlungserfolges. Eigenverlag, Hamburg 1898 (Erlangen, Univ., Diss., 1898).
- Wie wähle ich zur Hamburger Bürgerschaft? Kurze Darlegung des neuen Wahlgesetzes vom 5. März 1906. Diedrich, Hamburg 1906 (24 Seiten).